# Berliner Theatertreffen 2000 bis 2009
Sämtliche zum Berliner Theatertreffen eingeladenen Inszenierungen von 2000 bis 2009:

## 37. Theatertreffen 2000
- Theater Basel – La guerra d’Amore Opern- und Tanzprojekt zu Madrigalen von Monteverdi – Choreographie und Regie: Joachim Schlömer
- Theater Basel – Henrik Ibsen – Der Volksfeind – Regie: Lars-Ole Walburg
- Volksbühne am Rosa-Luxemburg-Platz, Berlin – Fjodor Dostojewski – Dämonen – Regie: Frank Castorf
- Schaubühne am Lehniner Platz, Berlin – Körper – Regie und Choreographie: Sasha Waltz
- Schauspielhaus Bochum – Henrik Ibsen – John Gabriel Borkman – Regie: Leander Haußmann
- Deutsches Schauspielhaus in Hamburg – Tom Lanoye und Luk Perceval nach William Shakespeare – SCHLACHTEN! – Regie: Luk Perceval
- Deutsches Schauspielhaus in Hamburg – Rainald Goetz – Jeff Koons – Regie: Stefan Bachmann
- Kampnagel Hamburg – Anouk van Dijk und Falk Richter – Nothing Hurts – Regie: Falk Richter, Choreographie: Anouk van Dijk
- Bühnen der Stadt Köln – William Shakespeare – Die Regierung des Königs Edward III. – Regie: Frank-Patrick Steckel
- Wiener Festwochen – William Shakespeare – Hamlet – Regie: Peter Zadek (mit Angela Winkler als Hamlet, Otto Sander, Ulrich Wildgruber)

## 38. Theatertreffen 2001
- Berliner Ensemble – William Shakespeare – RICHARD II. – Regie: Claus Peymann
- Volksbühne am Rosa-Luxemburg-Platz, Berlin – Frank Castorf nach Tennessee Williams – Endstation Amerika – Regie: Frank Castorf
- Staatstheater Darmstadt – Werner Fritsch – Chroma – Regie: Thomas Krupa
- Staatsschauspiel Dresden – Thomas Vinterberg und Mogens Rukov – Das Fest – Regie: Michael Thalheimer
- Thalia-Theater Hamburg – Ferenc Molnár – Liliom – Regie: Michael Thalheimer (mit Fritzi Haberlandt)
- Burgtheater Wien – Henrik Ibsen – Rosmersholm – Regie: Peter Zadek (mit Gert Voss und Angela Winkler)
- Burgtheater Wien – Yasmina Reza – Drei Mal Leben – Regie: Luc Bondy
- Burgtheater Wien – Anton Tschechow – Die Möwe – Regie: Luc Bondy (mit August Diehl, Johanna Wokalek und Gert Voss)
- Burgtheater Wien – Karl Schönherr – Glaube und Heimat – Regie: Martin Kušej
- Schauspielhaus Zürich – William Shakespeare – Was ihr wollt – Regie: Christoph Marthaler

## 39. Theatertreffen 2002
- Theater Basel – Henrik Ibsen – John Gabriel Borkman – Regie: Sebastian Nübling
- Volksbühne am Rosa-Luxemburg-Platz Berlin – Fjodor Dostojewski – Erniedrigte und Beleidigte – Regie: Frank Castorf
- Volksbühne am Rosa-Luxemburg-Platz Berlin – René Pollesch – Stadt als Beute / Insourcing des Zuhause Menschen in Scheiss-Hotels / Sex – Regie: René Pollesch
- Schauspiel Hannover – William Shakespeare – Hamlet – Regie: Nicolas Stemann
- Münchner Kammerspiele – Jon Fosse – Traum im Herbst – Regie: Luk Perceval
- Münchner Kammerspiele – Euripides – Alkestis – Regie: Jossi Wieler (mit Nina Kunzendorf)
- Schauspiel / Staatstheater Stuttgart – Hugo Claus nach Seneca – Thyestes – Der Fluch der Atriden – Regie: Stephan Kimmig
- Schauspielhaus Zürich – Anton Tschechow – Drei Schwestern – Regie: Stefan Pucher
- Schauspielhaus Zürich – Meg Stuart und Damaged Goods – Alibi – Konzept und Regie: Meg Stuart
- Schauspielhaus Zürich – Franz Schubert – Die schöne Müllerin – Regie: Christoph Marthaler

## 40. Theatertreffen 2003
- Schaubühne am Lehniner Platz, Berlin – Henrik Ibsen – Nora – Regie: Thomas Ostermeier (mit Anne Tismer)
- Volksbühne am Rosa-Luxemburg-Platz, Berlin / Wiener Festwochen – Michail Bulgakow – Der Meister und Margarita – Regie: Frank Castorf
- Thalia Theater, Hamburg – Arthur Schnitzler – Liebelei – Regie: Michael Thalheimer
- Thalia Theater, Hamburg – Henrik Ibsen – Nora – Regie: Stephan Kimmig
- Thalia Theater, Hamburg – Fritz Kater – Zeit zu lieben Zeit zu sterben – Regie: Armin Petras
- Münchner Kammerspiele – Aischylos – Orestie – Regie: Andreas Kriegenburg (mit Christoph Luser und Nina Kunzendorf)
- Burgtheater im Akademietheater, Wien – Gotthold Ephraim Lessing – Emilia Galotti – Regie: Andrea Breth mit Johanna Wokalek
- Schauspielhaus Zürich – Groundings – Eine Hoffnungsvariante – Regie: Christoph Marthaler
- Schauspielhaus Zürich – William Shakespeare – Richard III. – Regie: Stefan Pucher
- Schauspielhaus Zürich – Eugene O’Neill – Trauer muss Elektra tragen – Regie: Frank Castorf

## 41. Theatertreffen 2004
- Volksbühne am Rosa-Luxemburg-Platz, Berlin – Bernard-Marie Koltès – Kampf des Negers und der Hunde – Regie: Dimiter Gotscheff
- Koproduktion der RuhrTriennale mit Les Ballets C. de la B. Gent und der Opéra National de Paris – Wolfgang Amadeus Mozart, Alain Platel, Sylvain Cambreling – Wolf – Konzeption und Regie: Alain Platel
- Düsseldorfer Schauspielhaus – Maxim Gorki – Sommergäste – Regie: Jürgen Gosch
- Eine Produktion des Deutschen Schauspielhauses in Hamburg / Neues Cinema in Koproduktion mit dem Hebbel am Ufer (HAU) Berlin, dem Schauspiel Hannover und dem Burgtheater Wien – deadline – Theaterprojekt von Helgard Haug, Stefan Kaegi und Daniel Wetzel (Rimini Protokoll)
- Thalia in der Gaußstraße, Hamburg – Fritz Kater WE ARE CAMERA / Jasonmaterial – Regie: Armin Petras
- Koproduktion Schauspiel Hannover und Steirischer Herbst, Graz – Klaus Händl – Wilde – Der Mann mit den traurigen Augen – Regie: Sebastian Nübling
- Bayerisches Staatsschauspiel München / Residenz Theater – Anton Tschechow – Onkel Wanja – Regie: Barbara Frey (mit Rainer Bock, Stefan Hunstein, Sunnyi Melles)
- Münchner Kammerspiele – Heiner Müller – Anatomie Titus Fall of Rome. Ein Shakespearekommentar – Regie: Johan Simons
- Burgtheater im Akademietheater, Wien – Elfriede Jelinek – Das Werk – Regie: Nicolas Stemann
- Schauspielhaus Zürich – Georg Büchner – Dantons Tod – Regie: Christoph Marthaler

## 42. Theatertreffen 2005
- Deutsches Theater Berlin – Edward Albee – Wer hat Angst vor Virginia Woolf? – Regie: Jürgen Gosch (mit Corinna Harfouch und Ulrich Matthes)
- Volksbühne am Rosa-Luxemburg-Platz Berlin – Kunst und Gemüse – Regie: Christoph Schlingensief
- Deutsches Schauspielhaus Hamburg – William Shakespeare – Othello – Regie: Stefan Pucher
- Thalia-Theater Hamburg – Frank Wedekind – Lulu – Die Büchse der Pandora – Regie: Michael Thalheimer
- Schauspiel Hannover – Lutz Hübner – Hotel Paraiso – Regie: Barbara Bürk
- Münchner Kammerspiele – Friedrich Hebbel – Die Nibelungen – Regie: Andreas Kriegenburg
- Münchner Kammerspiele – Paul Claudel – Mittagswende – Regie: Jossi Wieler
- Burgtheater Wien – Friedrich Schiller – Don Carlos – Regie: Andrea Breth (Die Inszenierung konnte nicht beim Theatertreffen gezeigt werden, da kein Berliner Theater die technischen Voraussetzungen, die vom Burgtheater verlangt wurden, erfüllen konnte. Stattdessen wurde die TV-Aufzeichnung der Breth-Inszenierung gezeigt.)
- Schauspielhaus Zürich – Michel Houellebecq – Elementarteilchen – Regie: Johan Simons
- Schauspielhaus Zürich – Max Frisch – Homo Faber – Regie: Stefan Pucher

## 43. Theatertreffen 2006
- Theater Basel/Maxim Gorki Theater Berlin – Andres Veiel und Gesine Schmidt – Der Kick – Regie: Andres Veiel
- Schaubühne am Lehniner Platz, Berlin – Henrik Ibsen – Hedda Gabler – Regie: Thomas Ostermeier
- Volksbühne am Rosa-Luxemburg-Platz, Berlin – Anton Tschechow – Iwanow – Regie: Dimiter Gotscheff
- Düsseldorfer Schauspielhaus – William Shakespeare – Macbeth – Regie: Jürgen Gosch
- The Forsythe Company, Frankfurt am Main/Dresden – Three Atmospheric Studies. A work from The Forsythe Company – Choreographie und Regie: William Forsythe
- neues theater Halle – Paul Binnerts nach dem gleichnamigen Roman von Amos Oz – Allein das Meer – Regie: Paul Binnerts
- schauspielhannover – Anton Tschechow – Drei Schwestern – Regie: Jürgen Gosch
- Nationaltheater Mannheim in Koproduktion mit dem Deutschen Nationaltheater Weimar für die 13. Internationalen Schillertage – Helgard Haug, Daniel Wetzel (Rimini Protokoll) – Wallenstein. Eine dokumentarische Inszenierung (nach Friedrich Schiller) Regie: Helgard Haug und Daniel Wetzel (Rimini Protokoll)
- Münchner Kammerspiele – Händl Klaus – Dunkel lockende Welt – Regie: Sebastian Nübling
- SCHAUSPIELSTUTTGART/staatstheaterstuttgart – Anton Tschechow – Platonow – Regie: Karin Henkel
- Wiener Festwochen in Koproduktion mit Odéon-Théâtre de l’Europe Paris, Internationales Tschechow Theaterfestival Moskau, Goethe-Institut, NTGent und spielzeiteuropa 06|07 Berliner Festspiele – Christoph Marthaler – Schutz vor der Zukunft. Ein theatralisch-musikalisches Projekt – Regie: Christoph Marthaler

## 44. Theatertreffen 2007
- Theater Basel – Dido und Aeneas nach Henry Purcell und Christopher Marlowe – Regie: Sebastian Nübling
- Deutsches Theater Berlin – Die Orestie von Aischylos – Regie: Michael Thalheimer
- Maxim Gorki Theater Berlin – Die Leiden des jungen Werthers nach Goethes Briefroman – Regie: Jan Bosse
- Thalia Theater Hamburg – Die schmutzigen Hände von Jean-Paul Sartre – Regie: Andreas Kriegenburg
- Thalia Theater Hamburg / Salzburger Festspiele – Tartuffe nach Molière – Regie: Dimiter Gotscheff
- Thalia Theater Hamburg – Ulrike Maria Stuart von Elfriede Jelinek – Regie: Nicolas Stemann
- Münchner Kammerspiele – Drei Schwestern von Anton P. Tschechow – Regie: Andreas Kriegenburg
- Deutsches Nationaltheater Weimar – Krankheit der Jugend von Ferdinand Bruckner – Regie: Tilmann Köhler
- Burgtheater Wien – Viel Lärm um nichts von William Shakespeare – Regie: Jan Bosse
- Schauspielhaus Zürich – Der Gott des Gemetzels von Yasmina Reza – Regie: Jürgen Gosch

## 45. Theatertreffen 2008
2. bis 18. Mai 2008. Motto Nach Berlin.
- Münchner Kammerspiele – Der Sturm – Regie: Stefan Pucher
- Schauspiel Köln – Die Erscheinungen der Martha Rubin Nonstop-Performance-Installation von SIGNA – Regie: Signa Köstler
- Deutsches Theater Berlin – Onkel Wanja von Anton Tschechow – Regie: Jürgen Gosch
- Münchner Kammerspiele – Die Ehe der Maria Braun nach dem Film von Rainer W. Fassbinder – Regie: Thomas Ostermeier
- schauspielfrankfurt – Gertrud nach Einar Schleef – Regie: Armin Petras
- Schauspiel Hannover, Deutsches Schauspielhaus in Hamburg und Festival Theaterformen 2007 – Pornographie von Simon Stephens – Regie: Sebastian Nübling
- Deutsches Theater Berlin – Die Ratten von Gerhart Hauptmann – Regie: Michael Thalheimer
- Thalia Theater (Hamburg) – Maria Stuart von Friedrich Schiller – Regie: Stephan Kimmig
- Schauspielhaus Zürich – Hamlet von William Shakespeare – Regie: Jan Bosse
- Rote Fabrik Zürich und dieproduktion GmbH – Platz Mangel. Ein Projekt von Christoph Marthaler – Regie: Christoph Marthaler
- Association LISA / sophiensæle – While we were holding it together – Regie: Ivana Müller (Preisträger Festival Impulse)

## 46. Theatertreffen 2009
1. bis 18. Mai 2009. Motto Hier und Jetzt.
- RuhrTriennale 2008 – Eine Kirche der Angst vor dem Fremden in mir, Fluxus-Oratorium von Christoph Schlingensief – Regie: Christoph Schlingensief
- Deutsches Theater Berlin – Die Möwe von Anton Tschechow – Regie: Jürgen Gosch
- Schauspiel Köln – Wunschkonzert von Franz Xaver Kroetz – Regie: Katie Mitchell
- Schauspielhaus Zürich – Hier und Jetzt von Roland Schimmelpfennig – Regie: Jürgen Gosch
- Münchner Kammerspiele – Der Prozess nach dem Roman von Franz Kafka – Regie: Andreas Kriegenburg
- Thalia Theater, Hamburg / Salzburger Festspiele – Die Räuber nach Friedrich Schiller – Regie: Nicolas Stemann
- Burgtheater, Wien – Alle Toten fliegen hoch 1–3 von und mit Joachim Meyerhoff – Regie: Joachim Meyerhoff
- Deutsches Schauspielhaus in Hamburg – Marat, was ist aus unserer Revolution geworden? von Volker Lösch, frei nach Marat/Sade von Peter Weiss – Regie: Volker Lösch
- Burgtheater, Wien – Der Weibsteufel von Karl Schönherr – Regie: Martin Kušej

Eingeladen konnte trotzdem nicht gezeigt werden:
- Waldhaus, Sils-Maria (Schweiz) – Das Theater mit dem Waldhaus, ein Projekt von Christoph Marthaler und Ensemble – Regie: Christoph Marthaler